# Prešnica
Prešnica (wł. Bresenza) – wieś w gminie Hrpelje-Kozina w słoweńskim regionie Przymorze.
Miejscowość jest obsługiwana przez stację kolejową położoną na kolei istriańskiej; w pobliżu odchodzi z tej linii linia do Kopru.
Lokalny kościół nosi wezwanie świętej Gertrudy i należy do parafii Klanec pri Kozini.